# Sanbutsu-ji

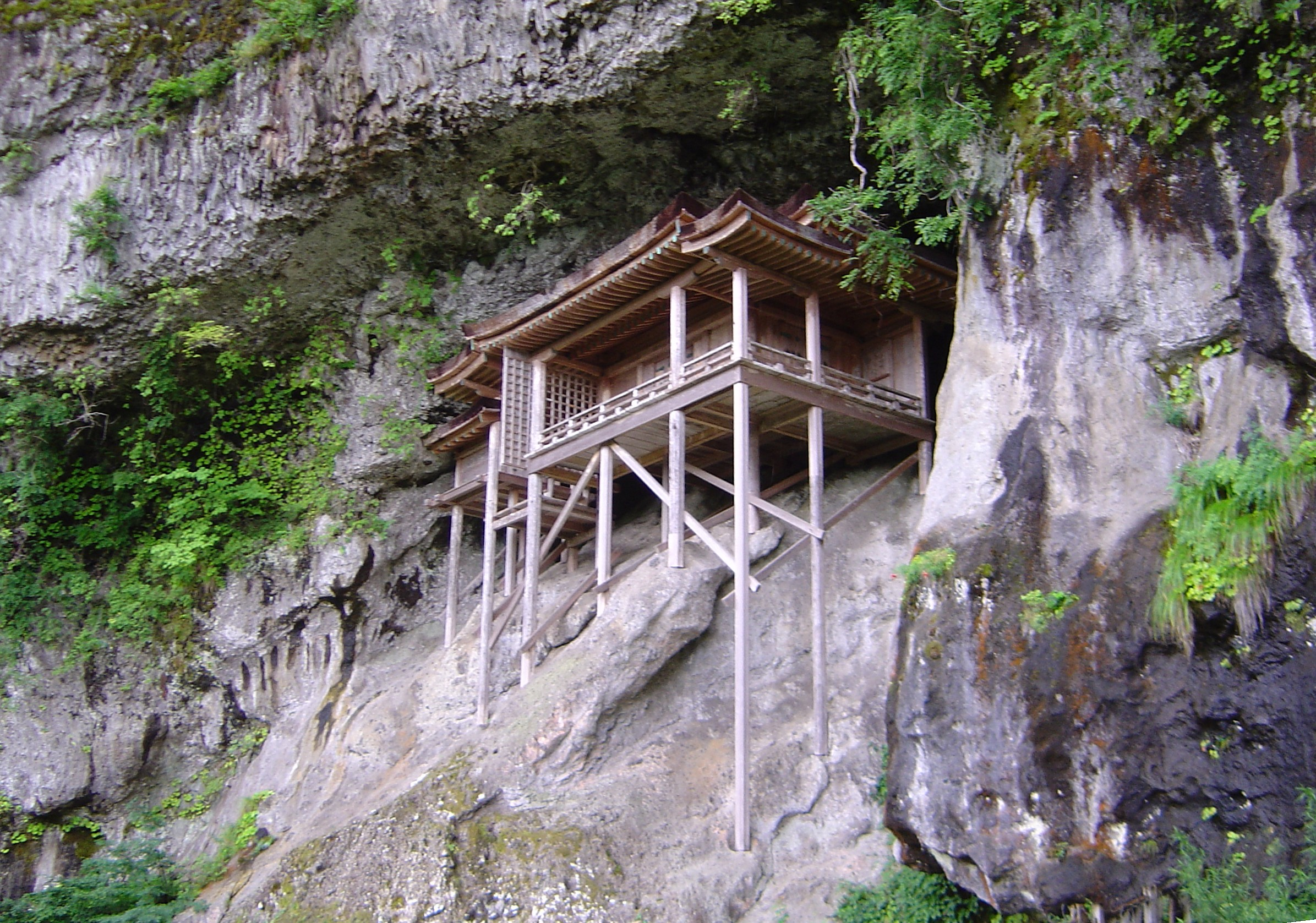
Nageire-dō de Sanbutsu-ji.

Le Sanbutsu-ji (三仏寺, Sanbutsu-ji) est un temple bouddhiste situé dans la ville de Misasa, préfecture de Tottori au Japon. Le nageire-dō (ja) (投入堂) du Sanbutsu-ji, construit à l'époque de Heian est désigné trésor national du Japon.
Selon la tradition, Sanbutsu-ji est fondé par le moine bouddhiste ascétique et mystique En no Gyōja (vers 634-701) de la fin de la période Asuka. En no Gyōja est considéré comme le fondateur du shugendō, religion syncrétique qui incorpore des éléments du koshintō (shinto ancien), de l'animisme et du chamanisme du folklore japonais, du taoïsme et du bouddhisme ésotérique des sectes Shingon Mikkyō et Tendai.
Le temple a la particularité d'être littéralement inséré dans la paroi du mont Mitoku. Le nageire-dō du temple se troucve perché sur la falaise, soutenu par de grands pilotis utilisant la technique du kakezukuri (ja).

## Source de la traduction
- (en) Cet article est partiellement ou en totalité issu de l’article de Wikipédia en anglais intitulé « Sanbutsu-ji » (voir la liste des auteurs).